# Sœurs
Sœurs est un roman policier français écrit par Bernard Minier, publié chez XO éditions en 2018. C'est le cinquième roman de la série consacrée aux enquêtes du commandant Martin Servaz. Il dévoile cependant le début de sa carrière dans la police.

## Intrigue
Dans la première partie dont l'action se situe en 1993, le jeune Martin Servaz vient d'être affecté au SRPJ de Toulouse. Deux sœurs sont alors découvertes mortes, vêtues d'une robe de communiantes. Elles ont été frappées violemment au point où l'une d'elles est défigurée. Martin participe à l’enquête menée par le chef de la brigade Léo Kowalski. Un auteur à succès de romans policiers, Érik Lang, est soupçonné car dans un de ses romans nommé La Communiante, l'histoire présente des analogies avec la mise en scène accompagnant le meurtre des deux sœurs. Martin découvre des méthodes d'interrogation musclées et des manières peu conventionnelles utilisées au cours de l'enquête pour faire parler les témoins et suspects.
Dans la seconde partie, en 2018, Érik Lang trouve, en rentrant chez lui, sa femme morte, vêtue d'une robe de communiante. C'est maintenant Martin Servaz qui dirige l’enquête. Il repense alors aux deux sœurs mortes 25 ans plus tôt. Quel lien peut-il y avoir entre ces deux crimes ?

## Personnages principaux
- Martin Servaz : policier à la SRPJ de Toulouse
- Margot Servaz : sa fille
- Alexandra : mère de Margot
- Alice et Ambre Oesterman : deux sœurs assassinées
- Léo Kowalski  : inspecteur principal à la SRPJ de Toulouse en 1993, retraité en 2018
- Mangin: inspecteur à la SRPJ de Toulouse en 1993, suicidé quelques années après
- Érik Lang : écrivain de romans policiers
- Cédric Dhombres : étudiant en médecine, logé dans une chambre proche de celles d'Alice et Ambre
- Amalia : épouse d'Érik Lang en 2018
- Zoé Fromenger : maîtresse d'Érik Lang
- Gaspar Fromenger : époux de Zoé
- Vincent Espérandieu : adjoint de Servaz en 2018
- Isabelle Lestrade : artiste sous le nom de Lola Szwarzc, amie d'Amalia
- Rémi Mandel : fan d'Érik Lang

## Éditions
- Bernard Minier. Sœurs, Paris, XO éditions, 2018, 480 p.  (ISBN 978-2-37448-034-3)
- Bernard Minier. Sœurs, Paris, Pocket no 17477, 2019, 528 p.  (ISBN 978-2-266-29189-7)